# Хандусь, Анна Дмитриевна
Анна Дмитриевна Хандусь (25 июля 1917, село Степанки, теперь Черкасского района Черкасской области — 1993, село Степанки Черкасского района Черкасской области) — советский деятель, новатор сельскохозяйственного производства, звеньевая колхоза имени ВКП(б) (имени 50-летия Октября) Черкасского района Черкасской области. Депутат Верховного Совета УССР 6-го созыва. Герой Социалистического Труда (23.06.1966).

## Биография
Родилась в крестьянской семье. Трудовую деятельность начала колхозницей. Работала в тракторной бригаде.
В 1953—1965 годах — звеньевая колхоза имени ВКП(б) («Красный путь») села Степанки Черкасского (затем — Чигиринского района Черкасской области. Выращивала высокие урожаи кукурузы, собирала по 80, 90, 100, 119, 138 центнеров кукурузы с каждого гектара. В 1962 году звено Анны Хандусь получила урожай кукурузы в зерне по 136 центнеров с гектара на площади 30 гектаров.
В 1965—1973 годах — заведующая свинофермы колхоза имени 50-летия Октября села Степанки Черкасского района Черкасской области.
С 1973 года — на пенсии в селе Степанки Черкасского района Черкасской области.

## Награды
- Герой Социалистического Труда (23.06.1966)
- орден Ленина (23.06.1966)
- орден Октябрьской Революции
- медали